# Asteralobia sasakii
Asteralobia sasakii är en tvåvingeart som först beskrevs av Monzen 1937.  Asteralobia sasakii ingår i släktet Asteralobia och familjen gallmyggor. Inga underarter finns listade i Catalogue of Life.